# Hespérie du chiendent
Pour les articles homonymes, voir Actéon (homonymie).
Thymelicus acteon
Espèce
L’Hespérie du chiendent ou Actéon (Thymelicus acteon) est un lépidoptère (papillon) de la famille des Hesperiidae, de la sous-famille des Hesperiinae et du genre Thymelicus.

## Dénomination
Thymelicus acteon a été décrit par S. A. von Rottemburg en 1775 sous le nom de Papilio acteon.
Synonymes : Thymelicus acteon acteon (Rottemburg, 1775); Thymelicus heydeni Plötz, 1884.

### Noms vernaculaires
L'Hespérie du chiendent ou Actéon se nomme Lullworth Skipper en anglais, Mattscheckiger Braun-Dickkopffalter en allemand, Dorada oscura en espagnol et Sari lekeli zıpzıp en turc,.

### Sous-espèces
- Thymelicus acteon christi aux Canaries[4]. Certains ouvrages la considère comme une espèce à part entière[5].
- Thymelicus acteon orana au Maroc, en Algérie et en Tunisie[1].

## Description
C'est un petit papillon d'une envergure de 22 mm à 26 mm au dessus des ailes marron orangé à marron suivant les lieux de résidence avec aux antérieures chez le mâle une ligne androconiale longue et fine,.
Le revers est d'une couleur plus claire, beige jaune.

### Chenille
La chenille est de couleur vert pâle ornée d'une ligne foncée.

## Biologie

### Période de vol et hibernation
L'Hespérie du chiendent vole en une seule génération de début mai à août, mais la sous-espèce Thymelicus acteon christi présente aux Canaries, aurait deux ou trois générations.
Elle hiverne au stade de chenille.

### Plantes hôtes
Les plantes hôtes de sa chenille sont de nombreuses poacées, Agropyron dont Agropyron repens, Brachypodium dont (Brachypodium pinnatum, Brachypodium sylvaticum), Bromus, Calamagrostis epigejos, Elytrigia repens, Holcus lanatus, Poa annua,.

## Écologie et distribution
L'Hespérie du chiendent réside dans toute l'Europe jusqu'au 54°N, aux îles Canaries, en Afrique du Nord, au Liban et en Asie Mineure,.
L'Hespérie du chiendent est présente dans presque toute la France métropolitaine. Elle est absente de quelques départements dont ceux d'Île-de-France et de Corse .

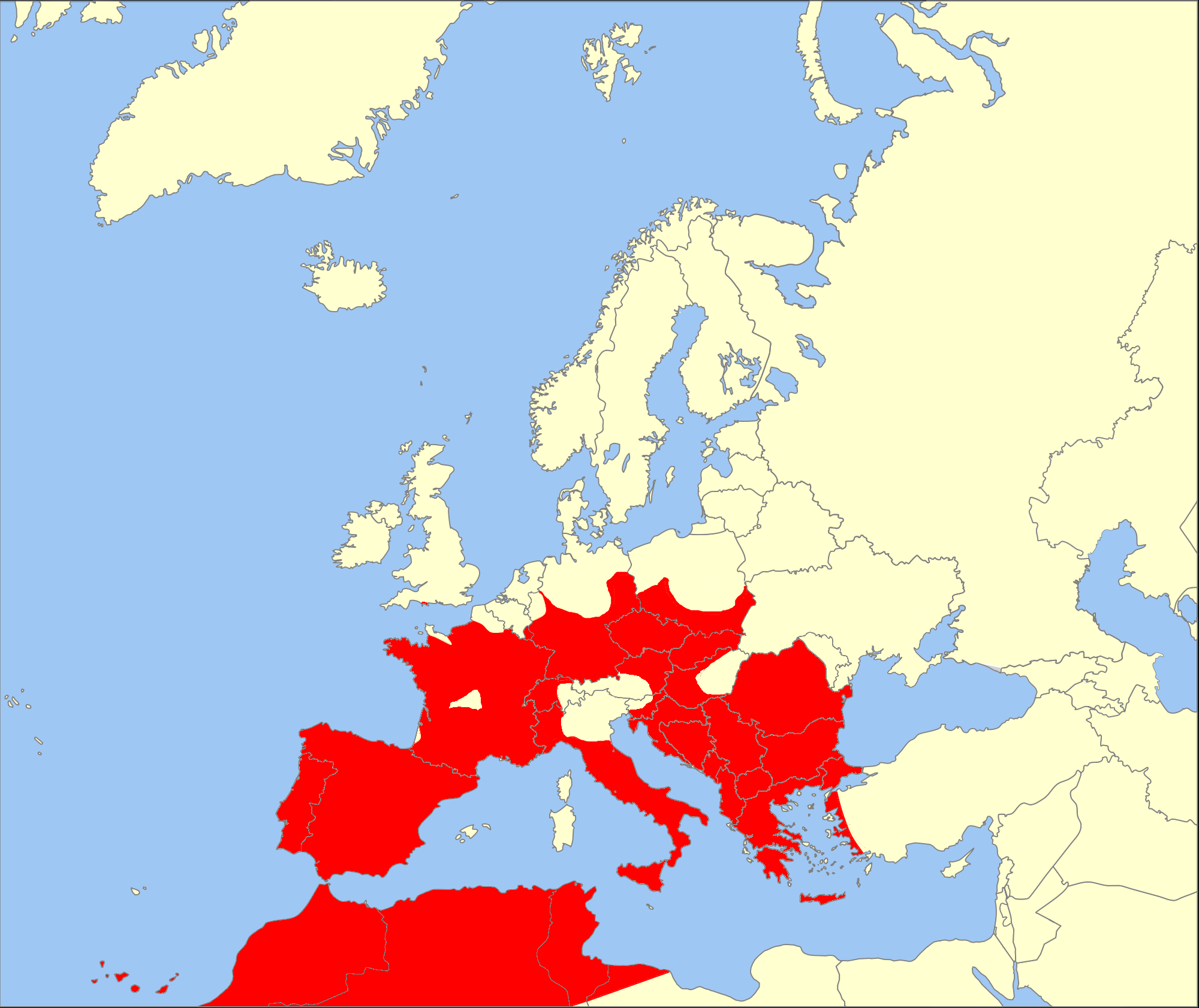
Carte de répartition de l'Hespérie du chiendent

### Biotope
L'Hespérie du chiendent réside dans les milieux herbus fleuris : talus, bords de routes et friches.

### Protection
Cette espèce figure sur la liste rouge des papillons diurnes du Nord-Pas-de-Calais comme étant en danger critique (CR).
Il existe en France 79 ZNIEFF pour Thymelicus acteon.